# 新闻学硕士
新闻学硕士是學校授予給新闻学学生的硕士學位。這一學位是在學生的研究生阶段授予。与其他硕士學位课程一样，新闻学硕士课程通常為期一年至两年。
1961年，复旦大学新闻系招收了两名新闻学硕士研究生，学制三年，这是中華人民共和國首次招收的新闻学研究生。文革期间，全国停止研究生招生工作。1978年，中国新闻学硕士研究生教育得以恢复。